# Shigeru Umebayashi
Shigeru Umebayashi (en japonès: 梅林茂, Umebayashi Shigeru) (Kitakyūshū, Fukuoka, Japó, 19 de febrer de 1951) és un compositor japonès. Va ser el líder de la famosa banda japonesa de rock new-wave EX. Quan el 1985 la banda es va dissoldre, va començar a escriure música per al cinema. Aquell mateix any va rebre diversos premis musicals per Sorekara i Tomoyo Shizukani Nemure com el Music Award en Maiichi Film Contest, el Japanese Academic Music Award, així com altres premis en els Festivals de Cinema de Yokohama i Osaka.

## Carrera professional
El 1991 va compondre la peça Yumeji's theme per a una pel·lícula de Seijun Suzuki, que passà totalment desapercebuda. L'any 2000 recuperà el tema per vestir les belles imatges de Desitjant estimar, de Wong Kar-wai, un director que dona molta importància a la columna sonora de la seva arquitectura fílmica. La música va fer la volta al món com a símbol de la història d'amor entre Maggie Cheung i Tony Leung i va permetre accedir a altres treballs com 2046 (2004), My Blueberry Nights (2007), del mateix Kar-wai, i La casa de les dagues voladores (2004) o La maledicció de la flor daurada (2006) de Zhang Yimou.
Fins al moment ha compost més de 40 bandes sonores japoneses i xineses. També ha compost la música del primer musical serbi Xarleston & Vendetta (2008). També és el compositor de la música del primer espectacle de Sèrbian, Charleston & Vendetta. Umebayashi va rebre el "Premi Tomislav Pinter" especial al Avvantura Film Festival Zadar (Croàcia) el 2013 durant la seva estada com a membre del jurat oficial.

## Bandes sonores
- 1984 - Itsuka Darekaga Korosareru
- 1985 - Tomoyo Shizukani Nemure
- 1985 - Sorekara
- 1986 - Sorobanzuku
- 1986 - Shinshi Domei
- 1987 - Kyohu no Yacchan

| - 1988 - Getting Blue in Color - 1990 - Hong Kong Paradise - 1990 - Tekken - 1991 - Yumeji - 1991 - Ote - 1991 - Goaisatsu - 1992 - Arihureta Ai ni Kansuru Chosa - 1992 - Byoin he Iko 2 Yamai ha Kikara - 1992 - Nemuranai Machi Shinjuku Zame - 1994 - Izakaya Yurei - 1995 - Zero Woman - 1995 - Boxer Joe - 1995 - Kitanai Yatsu - 1995 - Hashirana Akan Yoake Made - 1995 - The Christ of Nanjing - 1996 - Shin Gokudo Kisha - 1996 - Izakaya Yurei 2 | - 1997 - Ichigo Domei - 1997 - Isana no Umi - 1997 - Watashitachi ga Sukidatta Koto - 1997 - G4 Option Zero - 1998 - Fuyajo - 1998 - Belle Epoch - 2000 - 2000 A.D. - 2000 - Shojo - 2000 - Desitjant estimar - 2001 - Midnight Fly - 2001 - Hikari no Ame - 2001 - Onmyoji - 2003 - Onmyoji II - 2003 - Floating Land Scape - 2004 - La casa de les dagues voladores - 2004 - 2046 - 2004 - Hibi | - 2006 - Huo Yuanjia - 2006 - Daisy - 2006 - La maledicció de la flor daurada - 2007 - Hannibal Rising - 2007 - My Blueberry Nights - 2008 - The Real Shaolin - 2008 - Absurdistan - 2009 - Murderer - 2009 - A Single Man - 2010 - True Legend - 2011 - Days of Grace - 2011 - Trishna - 2013 - The Grandmaster - 2014 - Rise of the Legend - 2015 - La novia - 2016 - Crouching Tiger, Hidden Dragon: Sword of Destiny - 2016 - The Wasted Times - 2020 - Ghost of Tsushima |

## Discografia
- "Someday Someone will be Killed", banda sonora (1984)
- Sorekara (1985)
- Bazaar (1986)
- "Sorobanzu", banda sonora original (1986)
- Main Title (1986)
- I Can't Lose My Heart Tonight (1986)
- "Yachijin of Terror", banda sonora original (1987)
- Do It To Me / Boys / All I Want Is You (1988)
- Ume (1988)

## Dècada de 1990
- Nightingale's Drum (1992)
- Banda sonora original de Teacher Summer Vacation Story (1992)

## Dècada de 2000
- Banda sonora original de "Yin Yang Shi" (2001)
- Tema de Yemeni's (2001)
- Une Adolescente (2002)
- Banda sonora original de "Yin Yang Division II" (2003)
- Banda sonora original de "House of Flying Daggers" (2004)
- Fire (2005)
- The World Of Shigeru Umebayashi 1985-2005 (2006)
- Banda sonora original de "Jet Li's Fearless" (2006)
- Banda sonora original de la pel·lícula "Daisy" (2006)
- Banda sonora original de Curse Of The Golden Flower" (2007)

## Dècada de 2010
- Per al registre (2010)
- "The Grandmaster" Partitures originals de Shigeru Umebayashi i Nathaniel Mechaly (2013)
- Banda sonora de "Sword of Destiny" (2016)
- Banda sonora original de la pel·lícula "Rise Of The Legend" (2016)

## Dècada 2020
- Ghost of Tsushima (2020)